# Оксид-бромид празеодима(III)
Оксид-бромид празеодима(III) — неорганическое соединение, 
оксосоль празеодима и бромистоводородной кислоты
с формулой PrOBr,
кристаллы.

## Получение
- Разложение кристаллогидрата бромида празеодима(III) при нагревании:

{\displaystyle {\mathsf {PrBr_{3}\cdot {\mathit {x}}H_{2}O\ {\xrightarrow {100-350^{o}C}}\ PrOBr+2HBr+{\mathit {(x-1)}}H_{2}O}}}

## Физические свойства
Оксид-бромид празеодима(III) образует кристаллы
тетрагональной сингонии,
пространственная группа P 4/nmm,
параметры ячейки a = 0,40671 нм, c = 0,74669 нм, Z = 2,
структура типа PbFCl
.

## Химические свойства
- Разлагается при нагревании на воздухе при температуре 430-700°С.